# Getxo
Getxo (en espagnol : Guecho) est une commune de Biscaye, dans la communauté autonome du Pays basque, en Espagne.

Elle a une superficie de 11,64 km2 et se situe sur les rives de l'estuaire du Nervion au nord de l'agglomération de Bilbao.
La ville regroupe un peu moins de 80 000 habitants autour de trois centres urbains distincts (en légère baisse démographique depuis 10 ans).

## Géographie
Située à 14 km de Bilbao, en Biscaye, dans la communauté autonome basque, dans le Nord de l'Espagne, elle a une superficie de 11,64 km2.
Un de ses attraits sont ses plages : (Areeta, Erreaga, Arrigunaga, Azkorri-Gorrondatxe et la Salvaje-Barinatxe, avec les moins connues la Bola, Tunelboca ou la plage du vieux Port)[pourquoi ?]. Une autre zone intéressants est le port de plaisance municipal, où il existe les nombreux hôtels (principalement bars et restaurants de repas rapide). Getxo dispose en outre d'un port sportif géré par le Club maritime, situé dans le quartier d'Areeta. La zone du Vieux Port d´Algorta, avec ses petits bars et restaurants typiques, est aussi très fréquentée.

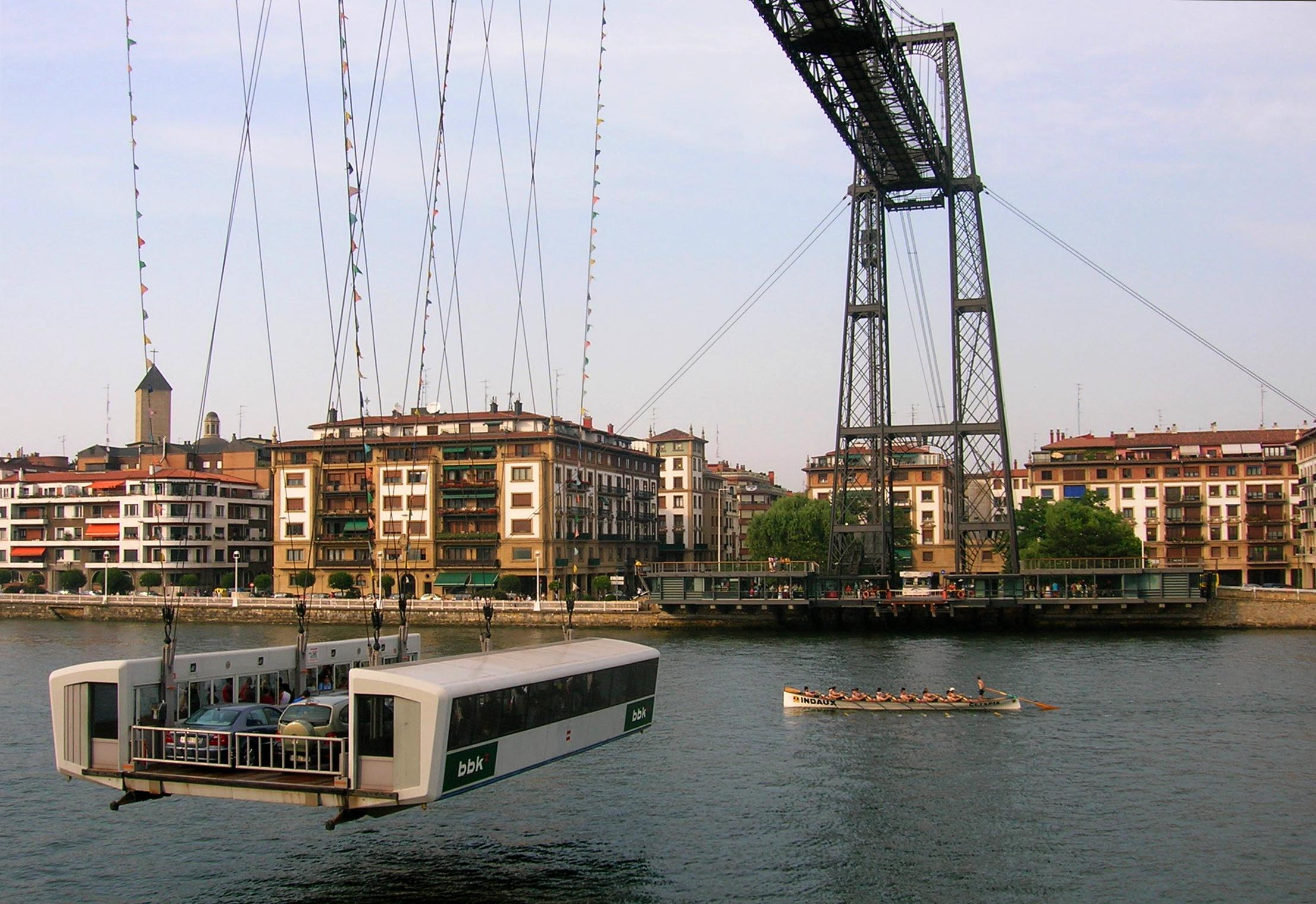
Areeta et la nacelle du pont de Biscaye.

Le pont de Biscaye (pont suspendu), déclaré patrimoine mondial de l'humanité par l'UNESCO, joint le quartier d'Areeta à Portugalete. C'est un pont transbordeur à structure en fer qui transporte une nacelle accrochée par des câbles d'acier. Cette nacelle transporte les piétons et des automobiles. Dans la partie supérieure du pont se trouve une passerelle ouverte au public, offrant des vues panoramiques spectaculaires (mais il est beaucoup plus cher de traverser par cette passerelle que par la nacelle).
La localité est baignée par deux lits fluviaux : ce sont les rivières Gobelas et Kandelu.

## Histoire
Getxo a été fondée en 1075.
L'église paroissiale de Getxo s'est constituée autour du monastère de Santa María, construit au XIIe siècle, sous le patronage de la maison solaire de Jauregi, seigneurs de Getxo. Les premiers habitants étaient principalement des agriculteurs, dans ce qui est aujourd'hui le quartier d'Andra Mari (Santa María de Guecho), et des pêcheurs, dans le quartier d'Algorta. En plus d'être des pêcheurs, les habitants du vieux-port d'Algorta, étaient connus pour être des pilotes experts qui guidaient les bateaux pour traverser la barre de sable qui se formait à l'entrée de l'estuaire, ainsi que pour les missions de sauvetage. Aujourd'hui, dans cette enclave pittoresque, le vieux-port, avec ses ruelles étroites et escarpées, le visiteur peut goûter aux délices de la cuisine locale, spécialisée dans les poissons et fruits de mer.
L'âge d'or de Getxo a commencé au milieu du XIXe siècle, avec la naissance du quartier de Las Arenas (Areeta), créé par Máximo Aguirre, et le site de l'imposant pont de Biscaye. L'urbanisation de Las Arenas entraîna l'épanouissement de la commune, qui parvint bientôt à améliorer ses communications en installant le chemin de fer qui reliait Getxo à Bilbao.

## Transports

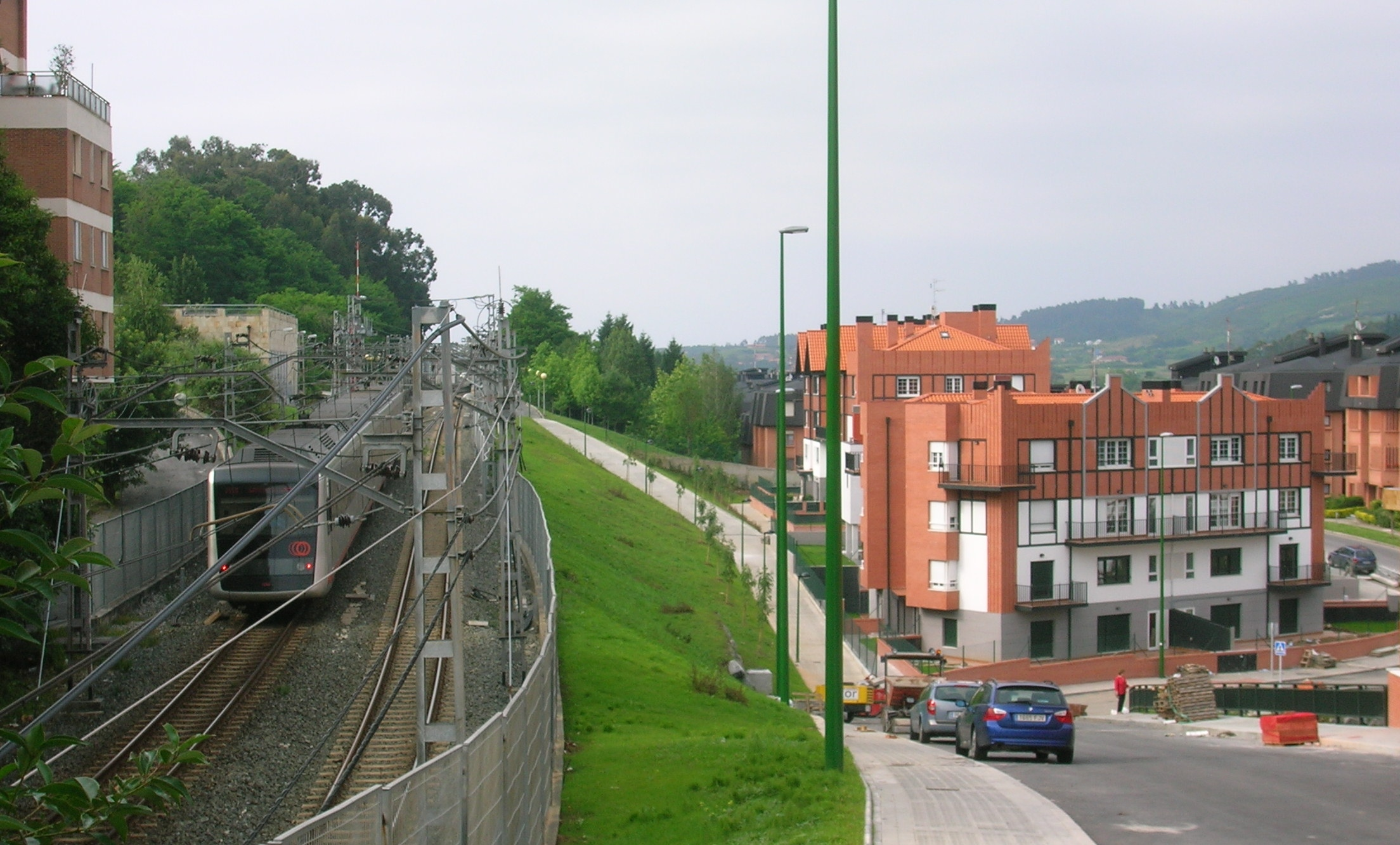
Quartier d'Aiboa, et Métro entre les stations Aiboa et Neguri.

Getxo dispose d'excellents moyens de communication. On peut arriver par la route de La Avanzada (BI-637), celle de la ria ou bien par le corridor d'Uribe-Kosta.
De nombreuses lignes d'autobus sortent de Getxo, reliant la commune avec Bilbao, traversant Barakaldo ou Leioa. D'autres lignes la relient avec le campus universitaire de Leioa - Erandio appartenant à l'Université du Pays basque, bien qu'à certaines époques de l'année, ces lignes peuvent être pratiquement inexistantes.
- Bizkaibus :
  - A3413 Bilbao - Getxo - Azkorri

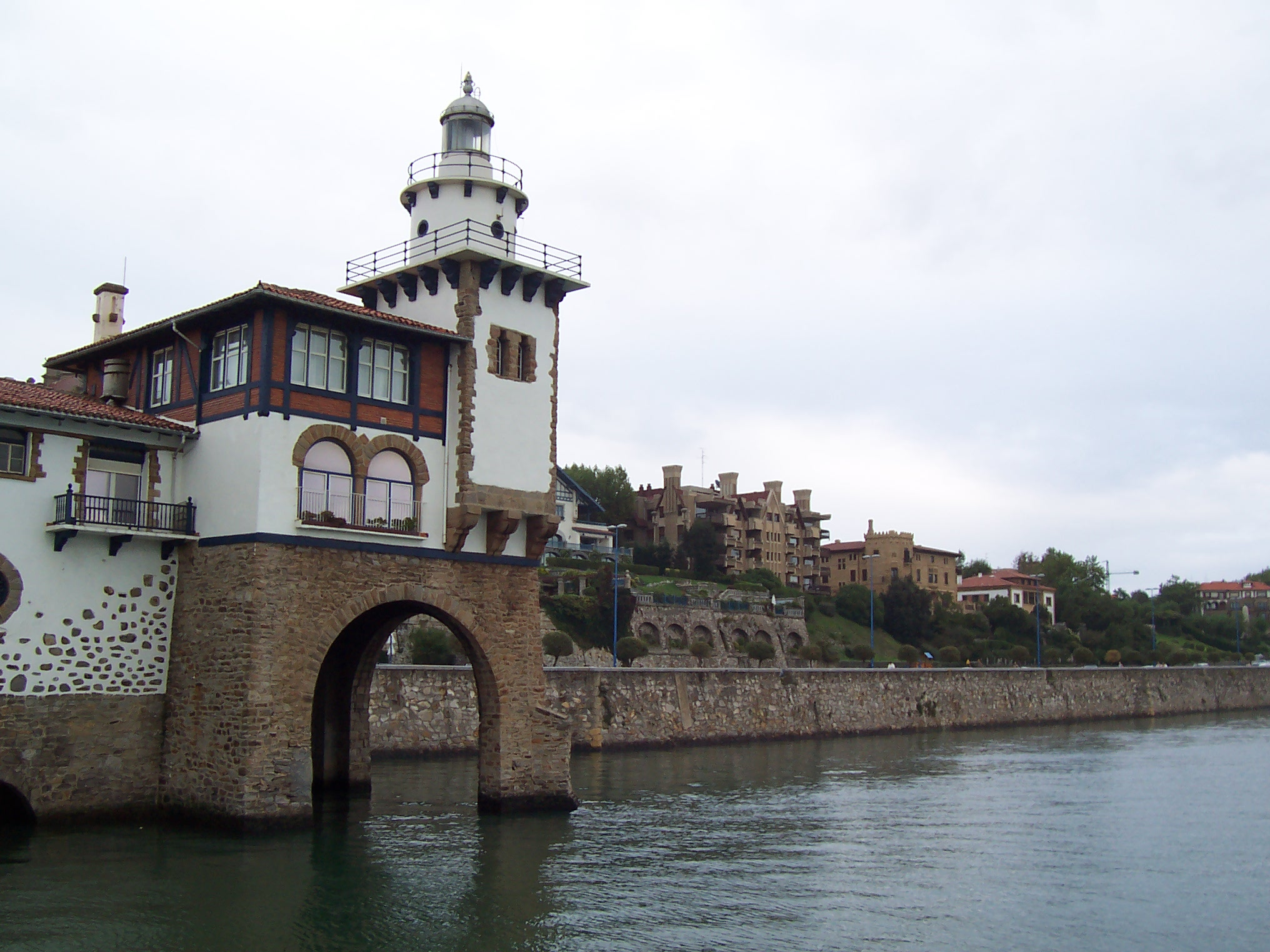
Phare d'Arriluce

  - A3414 Bilbao - Getxo (Por les tunnels d'Artxanda)
  - A3338 Muskiz - Barakaldo - Areeta
  - A3422 Areeta - Berango (Par CC Artea)
  - A3471 Getxo - Cruces (Par Fadura)
  - A3472 Getxo - Cruces (Par Algorta)
  - A3451 les Sables - Arminza
  - A2161 Puente Colgante - Université du Pays basque - de Laukiniz
  - A2162 Santa Mª Guecho - Université du Pays basque (Par Algorta)
  - A2164 Getxo - Université du Pays basque (Par l'Avenue de los Chopos)

- Hermanos Navarro :
  - A2171 Leioa - Areeta
- Autobuses La Unión :
  - A3719 Algorta - Vitoria-Gasteiz

Le moyen de transport public plus utilisé par les getxotarras est le métro de Bilbao (une partie de son plan est de l'ancien chemin de fer Bilbao - Plentzia) dont les lignes relient la majorité des municipalités du Grand Bilbao et quelques gares proches - de la Renfe et avec la gare Abando-Indalecio Prieto de Bilbao (avec des connexions à la majorité des villes espagnoles).
Le métro de Bilbao possède six gares à Getxo : Areeta, Gobela, Neguri, Aiboa, Algorta et Bidezabal.
Il est prévu, et on a établi un budget pour la construction[Quand ?], d'une nouvelle gare de métro à Getxo, qui se situera entre Bidezabal et Berango, qui sera appelé Ibarbengoa.
Depuis 2006 le port de plaisance de Getxo est le lieu d'amarrage à quai de certaines croisières touristiques visitant Bilbao.
En outre, le populaire gasolino et le pont de Biscaye relie Areeta avec Portugalete.

## Les quartiers

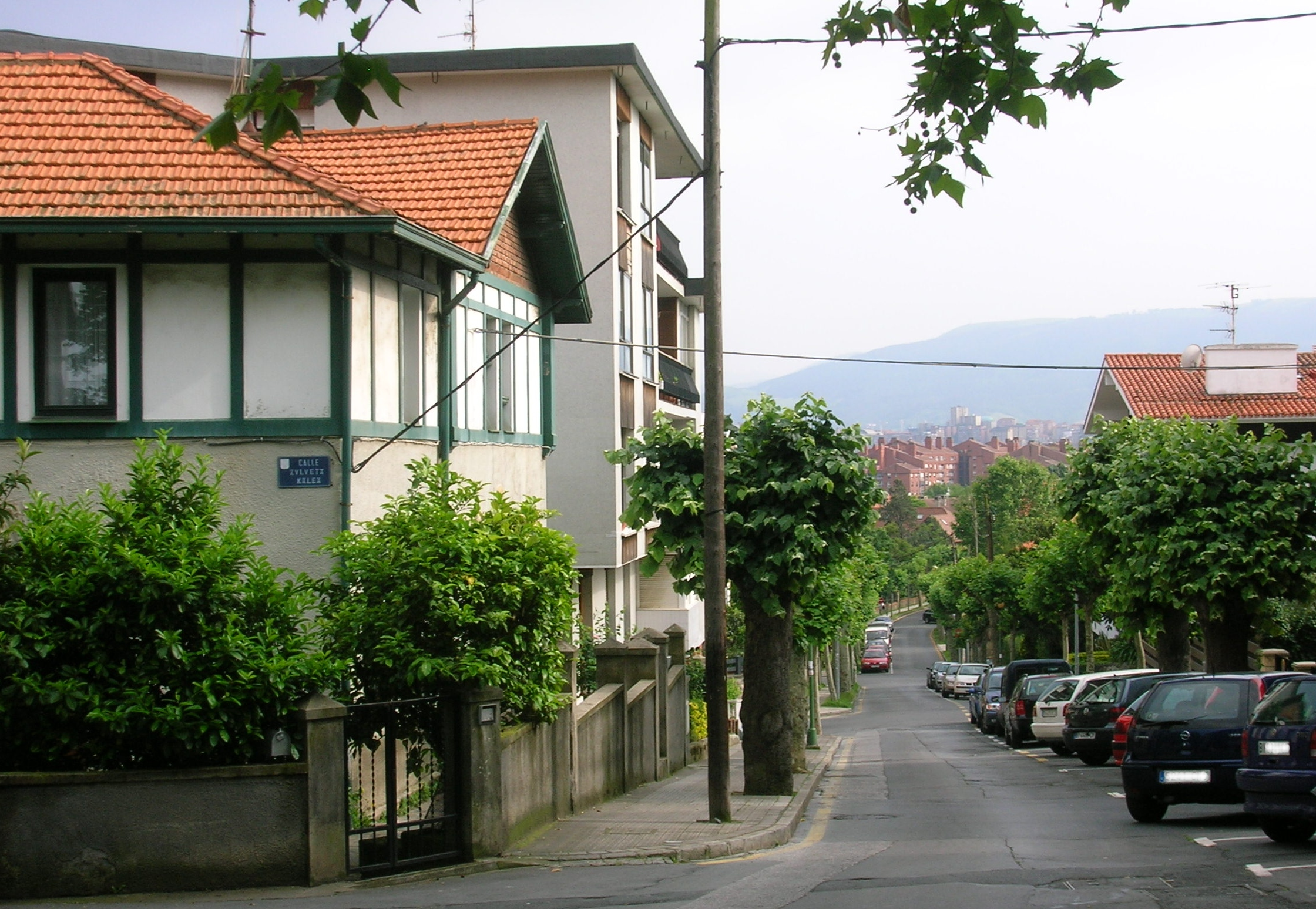
Neguri.

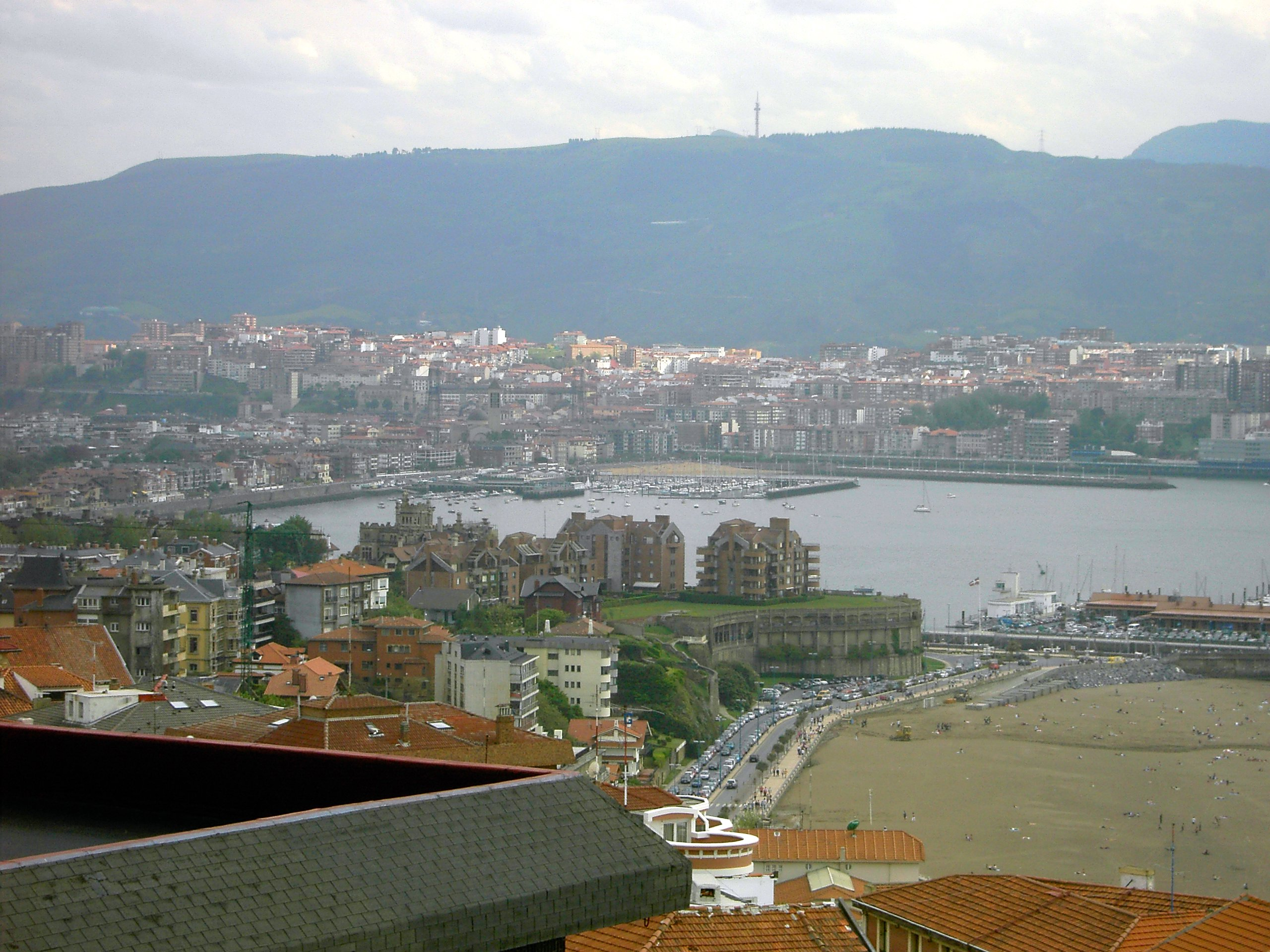
Plage d'Erreaga, avec Areeta et Portugalete en arrière-plan.

La municipalité englobe officiellement les quartiers suivants : 
- Algorta
- Algortako Portu Zaharra
- Elexalde ou officiellement Andra Mari
- Itzubaltzeta ou plus connu sous le nom d'Erromo.
- Neguri
- Areeta ou La Arenas
- Aiboa

Par contre[pas clair], pour eux[Lesquels ?] il existe une division plus précise :
- Areeta : avec Areeta centre et Romo.
- Neguri : avec Neguri, Aiboa y Gobela.
- Algorta : avec Algorta centre, Sarrikobaso, Arrigunaga et Aldapas.

Les quartiers de Areeta et Neguri naissent à la fin du XIXe siècle. Le quartier de Neguri se caractérise par des palaces où vivaient la bourgeoisie et encore de nos jours les gens les plus aisés de Getxo vivent dans ce quartier.
Le quartier d'Algorta est un quartier de grande population de Getxo.
Dans le quartier de Andra Mari, on peut rencontrer une grande quantité de chalets et de logements unifamiliers de 1990.

## Fêtes
On célèbre des fêtes musicales annuelles de jazz, blues et folk, foires d´artisanat, art contemporain, photographie (Getxophoto) et un salon comique.

### Patrimoine religieux

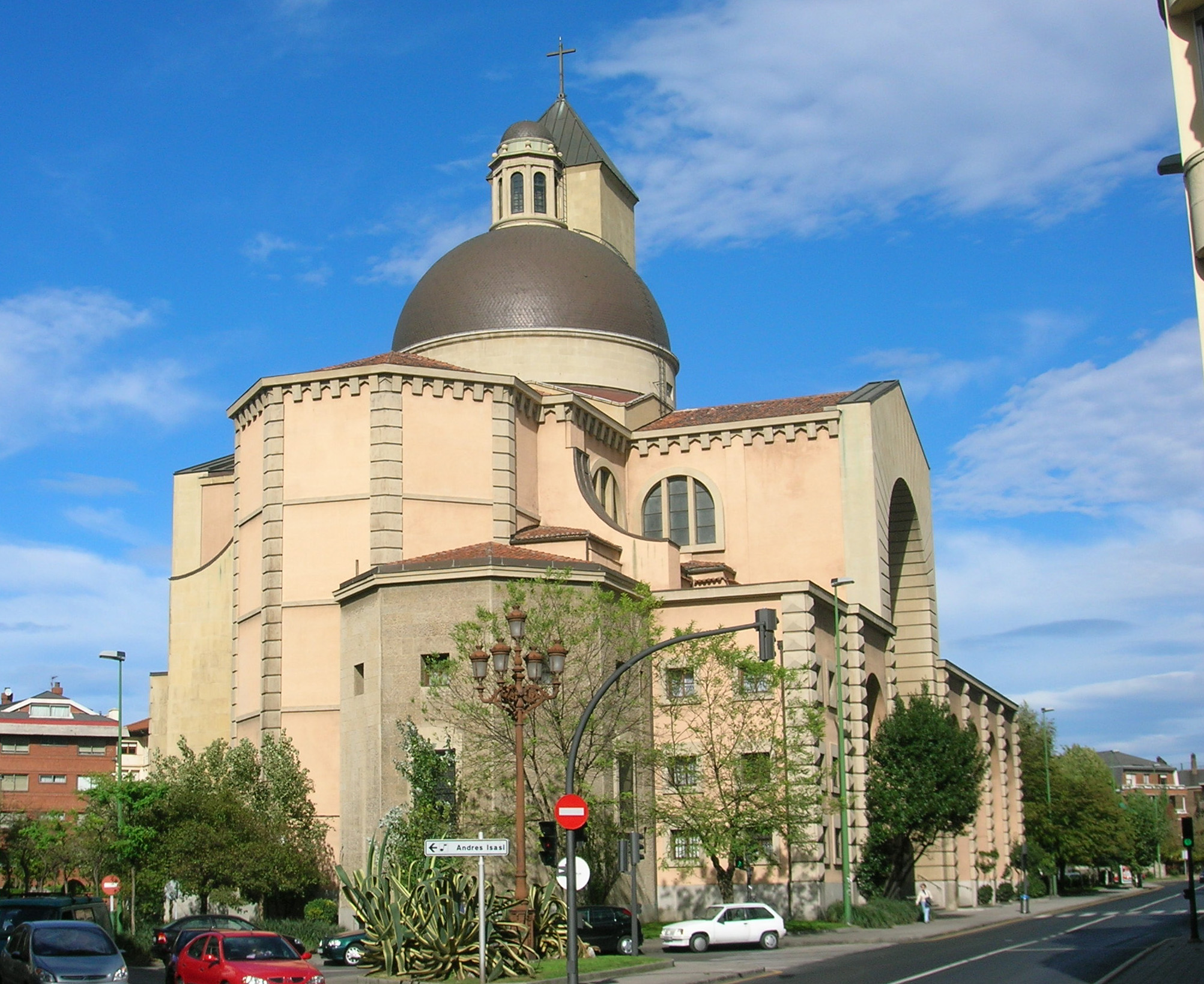
Église de Las Mercedes à Areeta

## Personnalités
(avril 2019).
- José Antonio Aguirre : homme politique et chef d'entreprise. Maire de Getxo et Premier Lehendakari du Gouvernement basque.
- José Luis Bilbao : député général de Biscaye EAJ/PNB depuis 2003
- Paul Ríos : coordinateur de Lokarri depuis 2006
- Ramón la Sota : fondateur d'Astilleros ex Euskalduna et député général de Biscaye
- Pedro Morenés : président du Real Club de la Puerta de Hierro
- Fernando Ybarra López-Doriga : ancien président d'honneur de Séville de Electricidad et ex président franquiste de la Diputación de Biscaye
- Antonio María de Oriol Urquijo : ancien ministre de la Justice pendant la dictature franquiste et ancien président du Conseil d'État
- Ignacio Satrustegui : ancien président du Banco Urquijo et avocat aux Cortes franquistes
- Manuel Baldes Larrañaga : cofondateur de la phalange espagnole
- Federico Krutwig : homme politique et auteur

Chefs d'entreprise et financiers :
- Antonio Basagoiti Arteta : fondateur du Banco hispanique Américain
- Emilio Ybarra : ex président du BBVA
- Alfredo Sáenz : conseiller délégué de Banco Santander Central hispanique
- Fernando Ybarra López-Doriga : ancien président d'honneur de Séville de Electricidad et ancien président de la Députation de Biscaye
- Eduardo Aznar Coste : armateur
- Pedro Careaga : ancien président du Banco de Biscaye
- Ramón la Sota : le fondateur d'Astilleros Euskalduna et l'ex député général
- Josu Lapatza : ancien président de la Cámara de Comercio de Alava
- Covadonga O'Shea : ancien directeur de la revue Telva
- José Miguel de la Rica : fondateur de Petronor
- José María Reyna : promoteur de l'industrie sidérurgique asturienne
- Enrique Aresti : ancien vice-président de La Unión et le Fénix
- Alfonso Alcala Galiano : industriel
- Santiago Zaldumbide : ancien conseiller délégué de Corporación Industrial Banesto
- Luis Lezama-Leguizamón: financier
- Ignacio Satrustegui: ancien président du Banco Urquijo et avocat au Cortes
- Eduardo Aguirre Alonso-Allende : ancien président d'Axa-Aurora
- José Dimanche Ampuero : industriel
- Jaime Castellanos : président de Recoletos
- Alberto Izaga : ancien conseiller de Swiss Re
- Ramón Ibarra : acteur

Historiens :
- Javier Ybarra Ybarra : historien ;
- Juan Ramón de Urquijo Olano, bibliographe et biscaïen illustre.

Musiciens, auteurs et artistes :
- Álvaro Fuentes : membre du groupe La Oreja de Van Gogh
- Andrés Isasi : compositeur
- Antonio Menchaca : auteur et conseiller fondateur d'El País
- Colombe O'Shea : mécène et pianiste
- Ramiro Pinilla : auteur
- Fernando Ripalda : artiste peintre
- Ramón de Vargas Lezama-Leguizamón : artiste peintre
- Unai Elorriaga : auteur
- El Inquilino Comunista : groupe de rock
- Ibon Zubiaur : philosophe, professeur, essayiste et directeur de l'Institut Cervantes à Munich

Sportifs :
- José María Echevarría : président du Comité olympique espagnol
- Mercedes Etchart : championne d'Europe de golf
- Javier Ormaza, avant international
- Pablo Gardiazabal, lutteur connu comme le Tarzán basque
- Iñaki Sáez : ancien formateur de la sélection espagnole de football
- Íñigo Landaluze : cycliste, vainqueur du Dauphiné libéré
- Roberto Laiseka : cycliste
- José Luis d'Ugarte : marin
- José María Peña : joueur de football international qui a joué à l'Arenas Club Getxo et au Real Madrid.
- Pedro Vallana : joueur de football international qui a joué à l'Arenas Club de Getxo.
- Nando González : joueur de football international qui a joué à l'Athletic Club de Bilbao
- José María Zárraga : joueur de football international qui a joué dans Real Madrid.
- José Iraragorri : joueur de football international qui a joué à l'Athletic Club Bilbao et de San Lorenzo d'Almagro.
- José Luis Arteche : joueur de football international qui a joué à l'Athletic Club de Bilbao.
- José María Yermo : joueur de football international qui a joué à l'Arenas Club de Getxo.
- Domingo Careaga, joueur de football international qui a joué à l'Arenas Club de Getxo.
- Yahaira Aguirre, champion d'Espagne de Judo

Télévisuels :
- Patricia Gaztañaga : présentatrice de TV ;
- Iñaki López : présentateur de TV ;
- Iker López : acteur.

Autres :
- Itziar Lozano : psychologue hispano-mexicaine ;
- Antonio Saloña: ancien cuisinier de l'hôtel Portugalete.

Personnalités ayant vénéré[réf. nécessaire] Getxo
- Max Weber
- Joaquín Sorolla
- Reine María Cristina
- Isabelle II
- Íñigo de Oriol
- Gustavo Adolfo Bécquer

### Sources
- (es)/(eu)/(en) Cet article est partiellement ou en totalité issu des articles intitulés en espagnol « Guecho » (voir la liste des auteurs), en basque « Getxo » (voir la liste des auteurs) et en anglais « Getxo » (voir la liste des auteurs).